# Peter Hirt
Peter Hirt (Küsnacht, 30 marzo 1910 – Zurigo, 28 giugno 1992) è stato un pilota di Formula 1 svizzero.

## Risultati in Formula 1
| 1951 | Scuderia       | Vettura        |     |  |  |  |  |  |  |  |  | Punti | Pos. |
| ---- | -------------- | -------------- | --- |  |  |  |  |  |  |  |  | ----- | ---- |
| 1951 | Pilota privato | Veritas Meteor | Rit |  |  |  |  |  |  |  |  | 0     |      |

| 1952 | Scuderia       | Vettura        |   |  |  |    |     |  |  |  |  | Punti | Pos. |
| ---- | -------------- | -------------- | - |  |  | -- | --- |  |  |  |  | ----- | ---- |
| 1952 | Ecurie Espadon | Ferrari 212 F1 | 7 |  |  | 11 | Rit |  |  |  |  | 0     |      |

| 1953 | Scuderia       | Vettura        |  |  |  |  |  |  |  |     |  | Punti | Pos. |
| ---- | -------------- | -------------- |  |  |  |  |  |  |  | --- |  | ----- | ---- |
| 1953 | Ecurie Espadon | Ferrari 500 F2 |  |  |  |  |  |  |  | Rit |  | 0     |      |